# Royston (Géorgie)
Pour les articles homonymes, voir Royston.
Royston est une ville américaine située dans les comtés de Franklin, de Hart et de Madison, en Géorgie. Selon le recensement de 2020, sa population est de 2 649 habitants.